# Csalog Zsolt
Csalog Zsolt, született Csalogovits (Szekszárd, 1935. november 30. – Budapest, 1997. július 18.), magyar író, szociográfus, szociológus. 1985–1986 között Kocsis Annamária álnéven alkotott.

## Élete
Apja, Csalog József rövidítette le nevét Csalogovitsról (neves régészként túl szlávosnak találta). Édesanyja énekesnőnek készült, végül a családról gondoskodásban találta meg hivatását. A család a kisvárosi középosztályhoz tartozott, és Csalog gyermekként nem érezte jól magát ebben a közegben. Zavarták az ezzel járó korlátok, ugyanakkor szabálytisztelő volt és betartotta őket. A háború, és az azt követő évek nyitották ki számára a világot. Baranyába költöztek, téglagyári és fűrésztelepi munkások között élt, idős emberek tanították a természet rendjére. Ettől kezdve szabálytisztelete már csak az értelmes szabályokra vonatkozott.
1947-ben a jezsuitákhoz járt iskolába és ez is meghatározta értékrendjét. Az államosítást követően külvárosi iskolába került, itt néhány, a minőséget képviselő tanára mellé állt, mert ekkor, 12-13 évesen (1947-1948) döntötte el, hogy ellen kell állni. Középiskolás diákként a nyarakat az illegális katolikus ifjúsági mozgalommal töltötte, főképp Keszthelyen. Időközben Jászberénybe költöztek, innen került a budapesti egyetemre, néprajz szakra.
Az 1956-os forradalom és szabadságharc idején még egyetemistaként fegyverrel harcolt, többek között a Magyar Rádió épületénél. Ez elkerülte az akkori hatóság figyelmét, így Csalog számára semmilyen következménnyel nem járt részvétele a forradalmi eseményekben. 1960-ban diplomázott történelem-néprajz-régészet szakon. Az egyetemen ismerte meg első feleségét, gyermekei anyját. 1960-ban feleségével, Pócs Évával és első gyermekükkel Szolnokra kerültek, itt kapott muzeológusi állást. Majd 1966-ban Budapestre költöztek a gyerekekkel együtt, itt a Néprajzi Múzeum munkatársa lett. Ebben az időben kezdett el írni. Korai munkái, amelyek már ekkor is erősen politikai tartalmúak voltak, az Új Írásban jelentek meg.
Kezdeti publikációiban modern statisztikát készített az ősi sírok tájolásának éves változásairól, a háncsfonatok lenyomataiból kiindulva rekonstruálta az ősi fonástechnikát, tipizálta a Szentes környéki szekereket, kocsikat, megismerkedett a tűzcsiholás hagyományaival.
1970 decemberében, ahogyan ő maga fogalmazta, „szép dolog történt vele”. Csengettek lakása ajtaján, Kemény István azért kereste fel, hogy az akkor induló cigány kutatáshoz munkatársnak hívja. Felmondott a Néprajzi Múzeumban és elszegődött Kemény István mellé. „Okosabbat életemben nem tettem” – mondta a róla készült portréfilmben. A szociológia tudományát menet közben Keménytől sajátította el, elsősorban a gondolkodásmódot. Közben megjelent első novelláskötete a Magvető Kiadó gondozásában Tavaszra minden rendben lesz címmel, amelyből a politikai cenzúra miatt kimaradt az M. Lajos 42 éves című írás. A cigány kutatást a BM betiltotta, a benne dolgozókat egzisztenciális nehézségekbe kényszerítették.

1976-ban publikálta első cigány-témájú szociográfiáját, a Kilenc cigányt. 1977-ben aláírta a Kenedi János kezdeményezte Charta Nyilatkozatot. Ezután egzisztenciálisan még lehetetlenebb helyzetbe került, más aláírókkal együtt. De szabad embernek érezte magát, emelt fővel, jó lelkiismerettel élt—mondta életének erről a korszakáról. Az ellenzékiség nagy terhet jelentett a magánéletben, s Csalog Zsolt hamarosan elvált feleségétől, aztán Matolay Magdival élt együtt, majd a szakítást követően kisvártatva ismét megnősült, Károlyi Anna színésznőt vette el.
Eközben művei kiadása nehézkes és lassú volt, amikor kiadásra került egy-egy írása, akkor mesterségesen alacsonyan tartott példányszámban jelentették meg, és a hivatalos kritika elutasította. Csalog erről azt mondta, könyveit már megjelenésükkor elfelejtett könyveknek érezte, véleménye szerint a megtűrt kategóriába tartozott. Egzisztenciális gondjai változatlanok és állandóak voltak ebben az időben is. 1981-ben a Corvina Kiadó gondozásában megjelent Törzsi Művészet című könyvben szerepeltek ponttechnikával készített rajzai, ennek honoráriumából vásárolta a vértesacsai telket, amely később legkedveltebb tartózkodási helye lett.

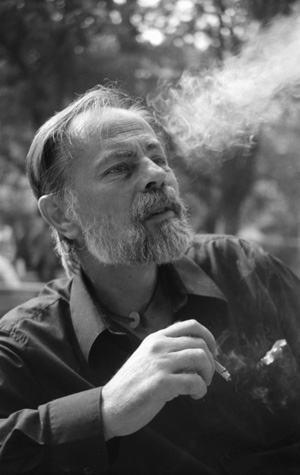
1989-ben (Fotó: Kertész Dániel)

1982-ben Soros Ösztöndíjjal az USA-ba utazott. 1985–1989 között New Yorkban élt harmadik feleségével, Agi Clarkkal. Egyezségük értelmében minden évben pár hónapot itthon töltött.
A rendszerváltás végleg hazahozta. „Most Kelet-Európában folyik az élet, látnom kell” – mondta. Közben, 1988-ban részt vett a Szabad Demokraták Szövetsége megalakításában. 1989 decemberében, a Demszky Gábor vezette segélykonvojjal Romániába ment. 1989-ben és 1990-ben a Magyar Napló és az Igazság munkatársa is volt. Sokat publikált a Hiány, az Élet és Irodalom, a Népszabadság és a Kritika hasábjain. Korábbi művei ekkor kerültek kiadásra, ill. újrakiadásra. 1992-ben a Raoul Wallenberg Egyesület ügyvivője, majd 1993–1994-ben elnöke volt. Ő mondta az egri antifasiszta demonstráción, a korábbi marosvásárhelyi eseményekre utalva azt a sokáig emlegetett mondatot: „Ne féljetek cigányok, megjöttek a magyarok.”
1993-ban, mielőtt még realizálódott volna, hogy Csalog Szolnok megyében képviselőként indul, kilépett a Szabad Demokraták Szövetségéből. Több fontos kérdésben is ellentmondásba került a párt vezetőségével. A róla készült portréfilmben egy momentumot emel ki. Csalog véleménye szerint a kamaszkori tradíciók és a professzionális pártként való működés nem ellentétes fogalmak, ám ha ellentétes fogalmakként kezelődnek, a Szabad Demokraták elvesztik szavazó táborukat. De számára fontosabb kérdés volt, hogy a párt akkori vezetése válaszút elé állította: vagy a képviselőség, vagy a cigányügy. Ez Csalog Zsolt számára morális okból nem volt választás kérdése, így felállt, elhagyta a pártot. A történtek lelkileg nagyon megviselték.
1993-tól az FSZKI-ban dolgozott, kutatói állásban. Ekkor készítette a hajléktalan emberekkel azokat az interjúkat, amelyek később az Én győzni akarok! című munkájában jelentek meg. Ebben az időben egy kocsmai beszélgetés során többek között Horváth Aladárral, Derdák Tiborral kidolgozták a Roma Polgárjogi Alapítvány tervét, amit később a Soros Alapítvány támogatásával megvalósítottak. Már ekkor felmerült az 1995-ben megalapított Roma Sajtóközpont terve, melynek első vezetője volt. Ezt a munkát nagyon szerette, fiatal romákból professzionális újságírókat nevelt. Ebben az időben született meg a későbbi Rádió C ötlete is.
Betegsége ebben az időszakban kezdődött.
Élete végén ismét előtérbe kerül a vidék iránti szeretete, vértesacsai házában tartózkodott a legszívesebben. Dolgozott tovább, mit sem törődve a kórral, de ekkori írásainak színvonala messze elmaradt a korábbiaktól. 1995-ben feleségül vette Bognár Évát (aki nem azonos Bognár Évivel). Az ő feladata volt a kezelések, gyógyszerek figyelemmel kísérése, a leletek összegyűjtése. 1997. július 18-án hunyt el Budapesten. Halála előtt két héttel, utolsó interjújában (Cs. Zsolt, 62 éves, Balaton TV, leirata: Népszabadság, 1999. július 1.), első, Tavaszra minden rendben lesz kötetéből idéz:
Test vagy Lélek Egészségének végső meg-bomlása meg-szegi az Életet. A' leg-szükségesebb dolgoknak hiányával az Ember nem élhet. Az Élet vége a Halál. Ha nem nyavalyától vagy erő-szaktól, el-ér a' Halál az aggságtól is: száznál több telet kevesen érnek, kikről a' Históriákat tanulod, mind Földbe tértek már. Kinek-kinek az Élete ajándék és hosszát előre nem számolhatod. Ezt e'képpen vegyed.

A' Hóltat el-ássák.

## Munkássága
Az irodalmat és minden más tevékenységét is szolgálatnak tekintette, műveiben nem jellemeket, eseményeket igyekezett ábrázolni, hanem megismerni és megismertetni, megérteni és megértetni próbálta a jelenségeket. Ennek egyik eredményeképpen megbízható pontossággal látta a magyarországi cigányság helyzetét, a többségi és kisebbségi társadalom között feszülő ellentéteket, mindkét oldal indulatait, félelmeit, és annak okait, valamint e helyzet kialakulásának folyamatát, a lehetséges tisztességtelen és tisztességes megoldásokat. Bármi történt is Csalog Zsolt életében, igazságérzete töretlen maradt, gerince soha nem ferdült, és mindvégig úriember maradt. A romákkal és a hajléktalanokkal éppúgy, mint a vele dolgozó kutatókkal. Mélyen tisztelte a másik embert pusztán létezéséért, a személyiségéért, társadalmi hovatartozástól függetlenül.
A romák között, tőlük kapta a legtöbb melegséget, az érintés melegségét is, ami oly fontos volt számára. A romák a lehető legnagyobb természetességgel viszonyultak hozzá, úgy, mint egy emberhez, aki elfogadja őket, és akit ők is elfogadnak. Őszinte és maximalista volt mindenben, emberi kapcsolataiban is.
A 60. születésnapján azt mondta, ha most kellene elmennie, nyugodtan halna meg, mert mindent megtett, amit eltervezett! Két évvel később teljes harmóniában távozott az életből.
Emlékére 2004-ben díjat alapítottak, amelyet olyan polgárjogi aktivisták kaphatnak, akik kiállásukkal, életútjukkal példát mutattak a helyi, térségi és országos közéletben.

## Színpadi adaptációk
A budapesti Katona József Színház 1996. október 16-án mutatta be a Csendet akarok című drámát, amely az azonos című novellából készült adaptáció. A rendező, Zsámbéki Gábor volt. Fullajtár Andrea, a felkészülés időszakában (korábban és később is) személyesen is találkozhatott az általa alakított hajléktalan asszonnyal. A darabot 2010. december 19-én, -nagy sikerrel- felújították
2015. október 15-én a PanoDráma produkciójában, a "Katona", Sufni játszóhelyén mutatták be, a Keserű boldogság című monodrámát. Az átdolgozás, Csallog Zsolt Jancsó Líviával készített interjúja alapján készült Az alkotók: Kari Györgyi, Hárs Anna, Merényi Anna, Ördög Tamás.

## Művei
- Tavaszra minden rendben lesz (1971)
- Paraszti kereskedelem és munkamigráció. Kérdőív a palóc kutatás számára; Heves Megyei Tanács, Eger, 1973 (Palóc kutatás)
- Kilenc cigány (Kozmosz Könyvek, 1976)
- Temető, ősszel (1977)
- Parasztregény (1978)
- A tengert akartam látni. Négy munkásportré; Szépirodalmi, Budapest, 1981
- M. Lajos, 44 éves; AB Független, Budapest, 1982, 2. kiadása: M. Lajos, 42 éves, Maecenas Könyvkiadó, Budapest, 1989.
- Cigányon nem fog az átok (1988)
- Börtön volt a hazám. Hosszú István beszél; Európa–Hungarian Human Rights Foundation, Budapest–New York, 1989
- "A, D-E-Fisz-G, A, D, D" (1989)
- Fel a kezekkel! (1989)
- Egy téglát én is letettem. Öt kis történelmi portré; Szépirodalmi, Budapest, 1989
- Doku 56. Öt portré a forradalomból; Unió, Budapest, 1990
- Falak és falromok (1994)
- Csendet akarok!; Ant-Ko, Budapest, 1999
- Romakönyv; Ant-ko, Budapest, 2001
- A tengert akartam látni. Négy portré; Palatinus, Budapest, 2010
- Márványi Judit: Kapaszkodók. Egy szerkesztő emlékei. Esszék és beszélgetések; dokuportré Csalog Zsolt, sajtó alá rend., jegyz., bev. Soltész Márton; Magvető, Budapest, 2017, (Tények és tanúk) 126., ISBN 9789631435313
- Csalog Zsolt–Heltai György: Hogyan kell forradalmat csinálni? Heltai György portréja; sajtó alá rend., jegyz., tan. Soltész Márton; Magvető, Budapest, 2018, (Tények és tanúk) 132., ISBN 9789631436792

## Díjai
- Aszú-díj ("régi" Mozgó Világ, 1976, 1982)
- Év könyve jutalom (1989)
- IRAT-nívódíj (1989)
- A Művészeti Alap Irodalmi Díja (1990)
- Déry Tibor-díj (1991)
- József Attila-díj (1992)
- Nagy Imre-emlékplakett (1993)
- Toleranciadíj (1993)
- Joseph Pulitzer-emlékdíj (1995)
- Pro Humanitate et Libertate díj (1996)
- A Magyar Köztársasági Érdemrend középkeresztje (1997)

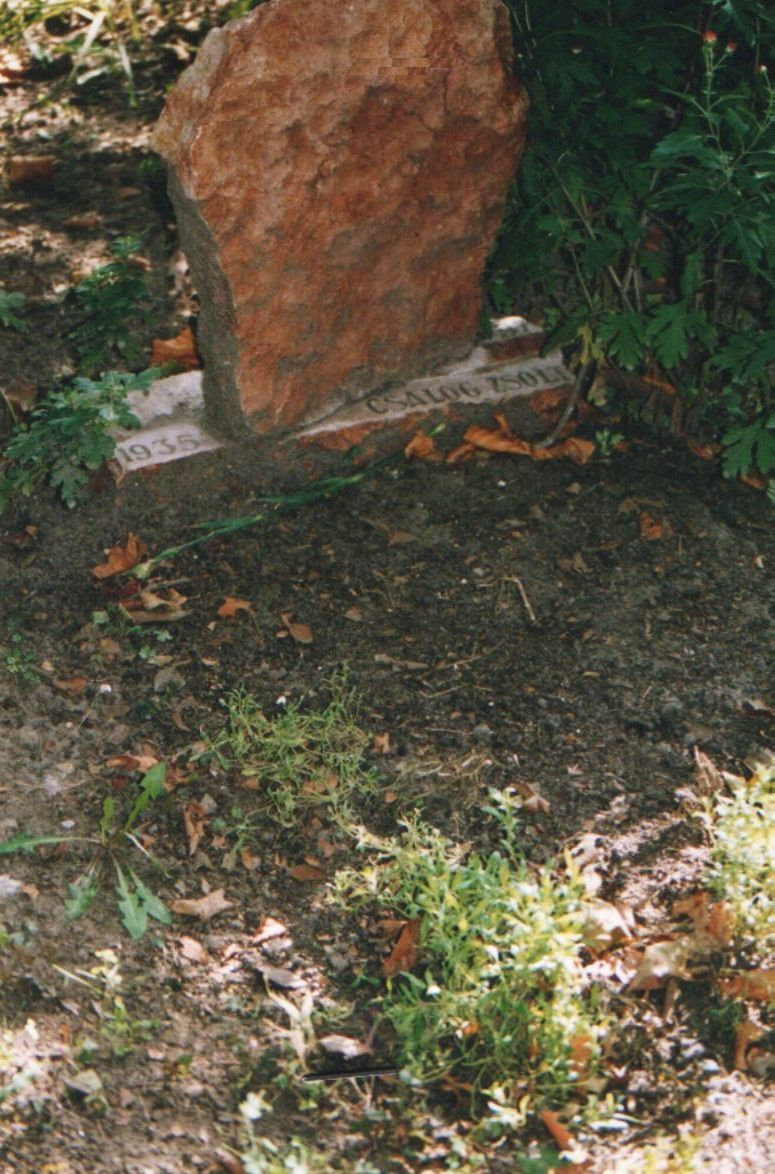
Sírja a Fiumei úti sírkertben (42/2-U-24)